# Возвращение Вероники
«Возвращение Вероники» — советский чёрно-белый художественный фильм 1963 года, снятый режиссёрами Игорем Болгариным и Вадимом Ильенко на Киевской киностудии художественных фильмов им. А. Довженко.
Премьера фильма состоялась 20 июля 1964 года.

## Сюжет
Вероника, после работы в глухом посёлке, возвращается в Киев, чтобы продолжить обучение и быть ближе к возлюбленному Вадиму. Однако, встретившись с ним, она поняла, что он не может сравниться с людьми, которых она встретила в целине. Вероника решает вернуться к тем, кто её действительно любит и ждёт.

На целину к парню приезжает девушка. Она ждёт от него ребёнка. То ли чувство его иссякло, то ли его вовсе не было — во всяком случае для него это отнюдь не самая приятная неожиданность. Девушку он принимает в свой дом, но вот расписываться с ней как-то ещё не решается… «Товарищ Саенко, морду бы ему набить для порядку…» — предлагает положительный Михеич. «Не надо», — отвечает, помедлив ещё более положительный Саенко. Не то чтобы он был против столь радикальных мер общественного воздействия — просто, как более прозорливый и умный, он в данном случае не видит необходимости к ним прибегать: так образуется.
— Искусство кино, №3, 1967 год

## В ролях
- Марина Добровольская — Вероника
- Станислав Хитров — Илья Семакин
- Василий Ливанов — Вадим
- Николай Тимофеев — Саенко
- Евгений Тетерин — отец Вероники
- Элеонора Шашкова — Тонюшка
- Валентина Ананьина — Тоська
- Александр Лебедев — Петька Рябов
- Людмила Мерщий — Настя
- Степан Крылов — Михневич
- Борис Новиков — Медовой
- Александр Толстых — Парфен
- Касым Жакибаев — Джакибаев

## Съёмочная группа
- Режиссёры: Игорь Болгарин, Вадим Ильенко
- Сценаристы: Игорь Болгарин, Сергей Наумов
- Оператор: Вадим Ильенко
- Художники: Михаил Юферов, Валерий Новаков
- Звукорежиссёр: Нина Авраменко
- Композитор: Леонид Грабовский